# Hermann Schreibmüller
Hermann Schreibmüller (* 6. September 1874 in Passau; † 8. Januar 1956 in Ansbach) war ein deutscher Gymnasiallehrer und Historiker.
Schreibmüller betrieb philologische, historische und pädagogische Studien an der Universität München und wurde Mitglied des Philologisch-Historischen Vereins München im Naumburger Kartellverband. Er trat 1898 als Gymnasiallehrer in den Schuldienst ein. Sein Beruf führte ihn nach Schweinfurt, Kaiserslautern, Landau in der Pfalz und Ansbach. Er veröffentlichte 1905 die Geschichte der Landvogtei im Speyergau und 1911 eine grundlegende Arbeit über die Pfälzer Reichsministerialen sowie weitere Studien über die pfälzische, fränkische und bayrische Geschichte. 1922 verlieh ihm die philosophische Fakultät der Universität Heidelberg den Grad des Ehrendoktors.

## Werke
- Hermann Schreibmüller: Die Landvogtei im Speiergau. Kaiserslautern 1905, urn:nbn:de:0128-1-17602.
- Hermann Schreibmüller: Pfälzer Reichsministerialen. Kaiserslautern 1910, urn:nbn:de:0128-1-17706.
- Hermann Schreibmüller: Burg und Herrschaft Stauf in der Pfalz. 1. Teil: bis 1263. Kaiserslautern 1913, urn:nbn:de:0128-1-17557.
- Hermann Schreibmüller: Burg und Herrschaft Stauf in der Pfalz. 2. Teil: bis 1393. Kaiserslautern 1914, urn:nbn:de:0128-1-17574.
- Hermann Schreibmüller: Die Ahnen Kaiser Konrads II. und Bischof Brunos von Würzburg. In: Herbipolis Jubilans. 1200 Jahre Bistum Würzburg (= Würzburger Diözesangeschichtsblätter. 14./15. Jg. 1952/53). Würzburg 1952, S. 173–233 (mgh-bibliothek.de [PDF; 4,4 MB; abgerufen am 30. Juni 2019]).